# Cara Stacey
Cara L. Stacey (* um 1987) ist eine südafrikanische Musikwissenschaftlerin und Musikerin (Piano, Mundbogen (Umrhubhe, Uhadi, Makhweyane), Komposition). 

## Leben und Wirken
Stacey hatte klassischen Klavierunterricht; dann studierte sie verschiedene afrikanische Instrumente (Makhweyane, Mbira, uhadi, Umrhubhe und Kadongo) bei Dizu Plaatjies, Khokhiwe Mphila, Bhemani Magagula, Tinashe Chidanyika, Modou Diouf und Andrew Cooke. Sie beschäftigte sich als Musikwissenschaftlerin insbesondere mit dem Makhweyane-Musikbogen von Eswatini, über den sie sich 2017 an der University of Cape Town bei Sylvia Bruinders promovierte. Zuvor absolvierte sie 2009 den Masterstudiengang in Musikwissenschaft an der University of Edinburgh (bei Simon Frith) und den Masterstudiengang als Interpretin an der School of Oriental and African Studies in London.
Als Interpretin auf dem Piano und den südafrikanischen Musikbögen führt sie Soloprogramme auf. Weiterhin arbeitete sie mit dem Perkussionisten und Schlagzeuger Sarathy Korwar im Duo Pergola zusammen und ist Mitglied des Night Light Collective and Inclement Quartet. Ihr Debütalbum Things That Grow beschäftigt sich mit den Möglichkeiten des Mundbogens. Ihr Album Ceder ist ein Duo-Projekt mit dem peruanischen Flötisten und Komponisten Camilo Ángeles.
Stacey forscht derzeit im Projekt Recentring Afro-Asia: Musical and Human Migrations in the Precolonial Period 700–1500 AD. Sie ist Vorstandsmitglied der South African Society for Research in Music und ist im International Council for Traditional Music Country Liaison Office des Königreichs Eswatini.

## Diskographische Hinweise
- Things That Grow (Kit Records 2015, mit Shabaka Hutchings, Seb Rochford, Ruth Goller, Crewdson, Dan Leavers)
- Cara Stacey & Camilo Ángeles Ceder (Kit Records 2017)
- Like the Grass (Kit Records 2020, mit Galina Juritz, Beat Keller, Antonia Ravens)